# Problem silnie NP-zupełny
Problem silnie NP-zupełny (ang. Strongly NP-Complete) – problem decyzyjny, który nawet przy ograniczeniu maksymalnej wartości występujących w jego opisie liczb pozostaje NP-zupełny.
Istnienie algorytmu pseudowielomianowego dla dowolnego problemu silnie NP-zupełnego implikowałoby równość P=NP, a więc jest uważane za wysoce nieprawdopodobne. Natomiast problemy silnie NP-zupełne pozostałyby NP-zupełne nawet przy kodowaniu unarnym, stąd też są również znane jako problemy jedynkowo NP-zupełne.

## Definicja formalna
Niech {\displaystyle P} będzie dowolnym wielomianem, a {\displaystyle \pi } problemem decyzyjnym. Oznaczając przez {\displaystyle \pi _{P}} podproblem problemu {\displaystyle \pi } otrzymany przez ograniczenie dziedziny {\displaystyle \pi } do tych instancji, dla których:
{\displaystyle \max(I)\leqslant P(n(I)),}
gdzie:
{\displaystyle \max(I)} oznacza największą liczbę występującą w opisie {\displaystyle I,}
{\displaystyle n(I)} rozmiar instancji {\displaystyle I.}
Można powiedzieć, że problem decyzyjny {\displaystyle \pi } jest silnie NP-zupełny, jeśli {\displaystyle \pi } jest NP i istnieje taki wielomian {\displaystyle P,} że {\displaystyle \pi _{P}} jest NP-zupełny.
Z definicji tej od razu wynika, że jeśli {\displaystyle \pi } jest NP-zupełny i nie jest problemem liczbowym, to jest silnie NP-zupełny.

## Dowodzenie silnej NP-zupełności
Dowodzenie silnej NP-zupełności bezpośrednio z definicji wymagałoby znalezienia wielomianu spełniającego warunki określone w definicji. Niejednokrotnie okazuje się to jednak niełatwe.
W przypadku problemów, które nie są problemami liczbowymi wystarczy jednak dowieść tylko ich NP-zupełności. Zaś w przypadku problemów liczbowych wykorzystuje się transformacje pseudowielomianowe do sprowadzenia pewnego znanego problemu silnie NP-zupełnego do danego problemu, którego silną NP-zupełność się dowodzi, podobnie jak wykorzystuje się transformacje wielomianowe przy dowodzeniu NP-zupełności.

## Przykłady
Następujące problemy liczbowe są silnie NP-zupełne:
- problem komiwojażera,
- problem podziału zbioru na trójelementowe podzbiory.

Następujące problemy niebędące problemami liczbowymi są silnie NP-zupełne:
- problem spełnialności formuł,
- problem kolorowania grafu.